# Arinia
Arinia is een geslacht van weekdieren uit de klasse van de Gastropoda (slakken).

## Soorten
- Arinia attenuata (Vermeulen, Phung & Truong, 2007)
- Arinia blanda E. A. Smith, 1897
- Arinia borneensis E. A. Smith, 1894
- Arinia boucheti Páll-Gergely, 2018
- Arinia brevior (Vermeulen, Phung & Truong, 2007)
- Arinia crassilabris (Vermeulen, Phung & Truong, 2007)
- Arinia crassiventris B. Rensch, 1931
- Arinia micro Marzuki & Foon, 2016
- Arinia minus (G. B. Sowerby I, 1843)
- Arinia patagiata van Benthem Jutting, 1958
- Arinia talautana (Fulton, 1899)
- Arinia tjendanae B. Rensch, 1931
- Arinia yanseni Nurinsiyah & Hausdorf, 2017

### Synoniemen
- Arinia (Notharinia) attenuata (Vermeulen, Phung & Truong, 2007) => Arinia attenuata (Vermeulen, Phung & Truong, 2007)
- Arinia (Notharinia) boucheti Páll-Gergely, 2018 => Arinia boucheti Páll-Gergely, 2018
- Arinia (Notharinia) brevior (Vermeulen, Phung & Truong, 2007) => Arinia brevior (Vermeulen, Phung & Truong, 2007)
- Arinia (Notharinia) crassilabris (Vermeulen, Phung & Truong, 2007) => Arinia crassilabris (Vermeulen, Phung & Truong, 2007)
- Arinia (Notharinia) micro Marzuki & Foon, 2016 => Arinia micro Marzuki & Foon, 2016
- Arinia manggaraica B. Rensch, 1931 => Palaina manggaraica (B. Rensch, 1931)
- Arinia minor => Arinia minus (G. B. Sowerby I, 1843)